# Christ lag in Todes Banden, BWV 4

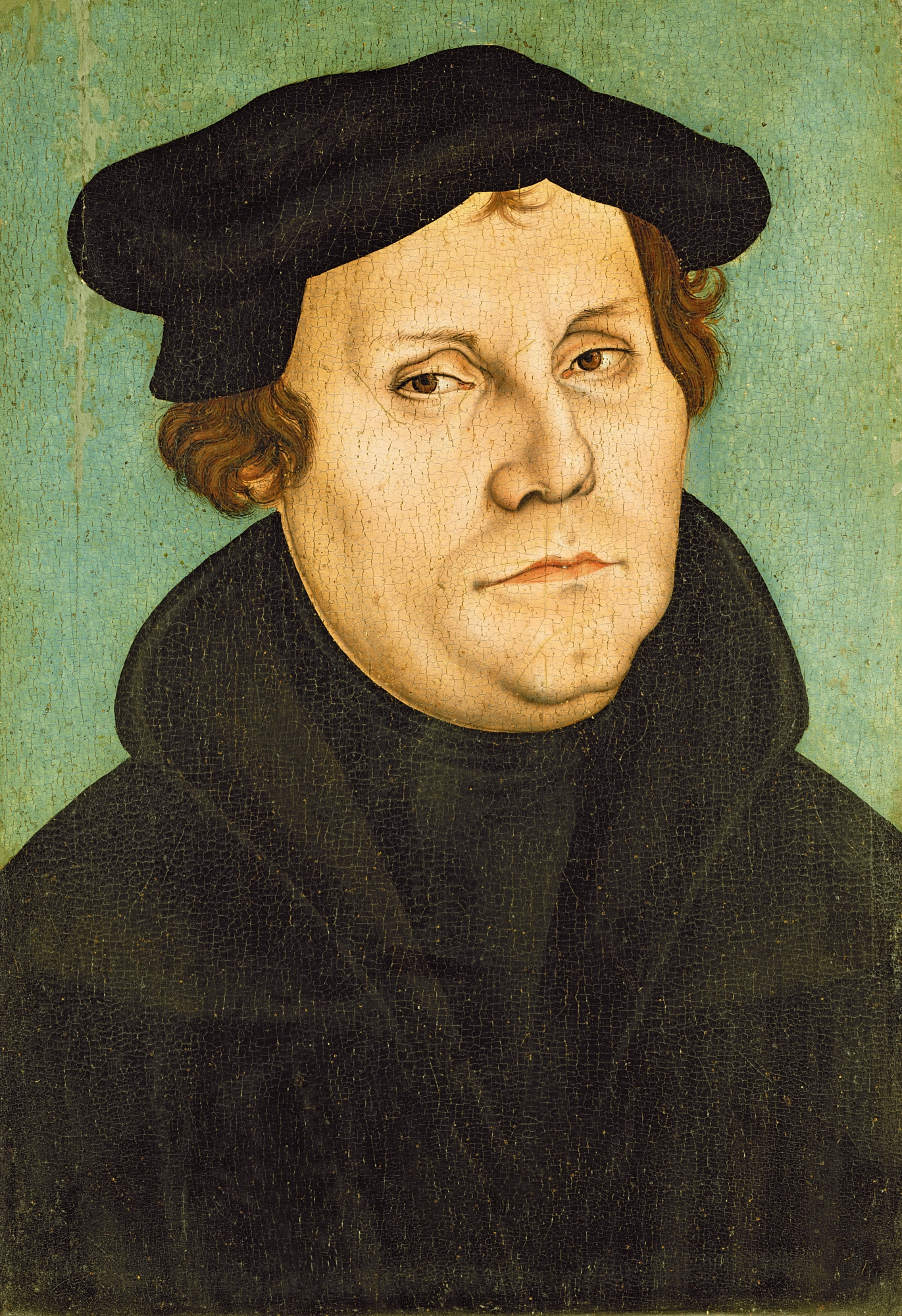
Martín Lutero, autor del himno en que se basa la cantata.

Christ lag in Todes Banden, BWV 4 (Cristo yacía amortajado), también escrito Christ lag in Todesbanden, es una cantata de iglesia escrita por Johann Sebastian Bach para la Pascua de 1707.
Se trata de una cantata coral, un tipo de composición en la que texto y música están basados en un coral luterano, en este caso, el himno homónimo de Martín Lutero. En cada uno de los siete movimientos vocales diferentes, Bach usó las palabras inalteradas de una de las siete estrofas del coral y su melodía como cantus firmus. Es una de las primeras cantatas de Bach y relacionada con su marcha del Arnstadt a Mühlhausen. John Eliot Gardiner describe la obra como "primer intento conocido de pintura narrativa de la música" de Bach.

## Historia
Bach compuso esta obra al principio de su carrera para el domingo de Pascua. Su estilo implica una fecha entre 1707 y 1713. Muestra similitudes con una pieza de Johann Pachelbel basada en el mismo coral de Pascua. Bach recuperó la obra durante su estancia en Leipzig. Como sólo se conservan copias de esta época posterior, la fecha de la interpretación original se desconoce. Se sabe, sin embargo, que Bach interpretó una cantata de su propia composición en la Pascua de 1707 como parte de su candidatura para el puesto de organista de la Iglesia Divi Blasii, Mühlhausen, y esta pudo haber sido Christ lag en Todes Banden. Tenía entonces veintidós, siete años antes de su serie de cantatas de Weimar, que se inició en 1714 con Himmelskönig, willkommen sei, BWV 182, y 15 años antes de que comenzara un ciclo anual completo de cantatas corales en Leipzig a mediados de 1724. Esta cantata fue impresa en vida de Bach, experiencia muy infrecuente en vida de cualquier compositor de la época y que, por otra parte, ninguna de las demás obras vocales de Bach posteriores a Mühlhausen llegó a ser impresa en vida del compositor. Se incluyó en el primer volumen del Bach Gesellschaft Ausgabe edición completa de la obra de Bach, que fue publicada en Leipzig en 1851.

## Análisis

### Texto
Las lecturas establecidas para ese día eran de la primera epístola a los corintios (1 Corintios 5:6-8) y del evangelio según San Marcos, la resurrección de Jesús (Marcos 16:1-8).
El coral de Lutero es un importante himno de Pascua en el luteranismo alemán, similar a "Gelobet seist du, Jesu Christ" en Navidad. Enfatiza la lucha entre la vida y la muerte. La tercera estrofa alude al "aguijón de la muerte", como se menciona en 1 Corintios 15. La quinta estrofa se relaciona con el Osterlamm, el cordero pascual. La estrofa final recuerda la tradición de hornear y comer pan de Pascua. A diferencia de las cantatas corales que Bach compuso en Leipzig, el texto de la coral se mantiene sin cambios. Introducidas por una sinfonia instrumental, las siete estrofas se organizan en siete movimientos.

### Instrumentación
La obra está escrita para cuatro solistas vocales (soprano, alto, tenor y bajo) y un coro a cuatro voces; dos violines, dos violas y bajo continuo. La versión de 1725 cuenta con un coro de cornetto y tres trombones colla parte con las voces. Las partes vocales pueden ser cantadas por solistas o bien por un coro, ya que la obra es un Choralkonzert (concierto coral) en el estilo del siglo XVII. Bach empezó componiendo recitativos y arias para cantatas religiosas en 1714.

### Estructura
Consta de ocho movimientos:

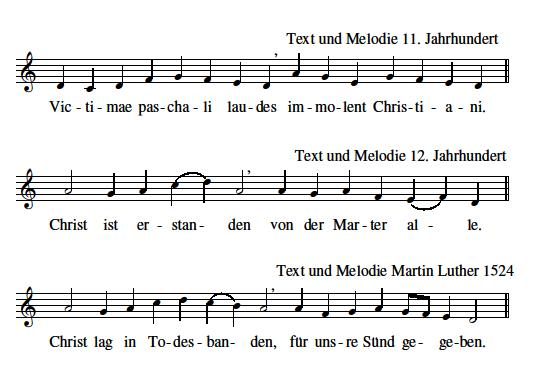
Comparación: Victimae paschali laudes, Christ ist erstanden y Christ lag in Todes Banden

1. Sinfonía (cuerdas y continuo)
2. Versus 1 (coro): Christ lag in Todes Banden
3. Versus 2 (soprano, alto): Den Tod niemand zwingen kunnt
4. Versus 3 (tenor): Jesus Christus, Gottes Sohn
5. Versus 4 (coro): Es war ein wunderlicher Krieg
6. Versus 5 (bajo): Hier ist das rechte Osterlamm
7. Versus 6 (soprano, tenor): So feiern wir das hohe Fest
8. Versus 7 (coro): Wir essen und leben wohl

La melodía de Lutero está basada en el himno de Pascua del siglo XII "Cristo ist erstanden" (Cristo ha resucitado), que se basa tanto en el texto y la melodía en la secuencia de Pascua Victimae paschali laudes. Una nueva versión fue publicada por Lutero en 1524 y adaptada por Johann Walter en su Wittembergisch Geistlisch Gesangbuch (1524). La versión de Bach incluye notas de paso y modificaciones para ajustarse patrones rítmicos en compás regular. La cantata comienza con una sinfonía instrumental que introduce la primera línea de la melodía. Las siete estrofas son tratadas en siete movimientos como variaciones corales «per omnes versus» (para todas las estrofas), con la melodía siempre presente como un cantus firmus. Las cuerdas están en cinco partes: dos violines, dos violas y bajo continuo (una combinación descrita por Richard Taruskin como "arcaica". La secuencia de las siete estrofas muestra simetría: coro - dúo - solo - coro - solo - dúo - coro. A diferencia de las cantatas posteriores de Bach, todos los movimientos están en la misma tonalidad, mi menor. Todas las estrofas terminan con la palabra Aleluya.
John Eliot Gardiner llama al arreglo que Bach hizo del himno de Lutero, «una pieza audaz e innovadora de drama musical» y observa «Bach basándose en las raíces musicales medievales (la melodía del himno deriva del canto llano del siglo XI Victimae paschali laudes) y de su total identificación con el espíritu y la letra del ardiente y dramático himno de Lutero». Bach podía seguir «el ideal de Lutero en el que la música aporta vida al texto". Julian Mincham observa: «La variedad de ideas y gama de creatividad es increíble pero jamás oculta la presencia del coral.»
La primera estrofa es tratada como una fantasía coral. La soprano canta el cantus firmus en notas largas sin adornos, mientras que las voces bajas cantan contrapunto libre. Una figura en los violines conocida como suspiratio (suspiro) refleja «el sufrimiento de Cristo en las garras de la muerte». El estilo recuerda al stile antico del siglo XVI, aunque la armonía y la escritura orquestal está actualizada a su tiempo. La segunda estrofa, un dúo entre soprano y contralto, «Den Tod niemand Zwingen kunnt» (Nadie puede vencer a la muerte) trata de la "humanidad impotente y paralizada mientras espera el juicio de Dios contra el pecado." Bach tiene la música casi congelada con las primeras palabras «den Tod» (la muerte), la palabra «gefangen» (preso) es señalada por una fuerte disonancia de la soprano y la contralto. En la tercera estrofa los tenores están acompañados por dos violines obbligato, que primero ilustran cómo Cristo acuchilla al enemigo. La música se detiene por completo en la palabra «nichts» (nada permaneció ...). Los violines luego presentan en cuatro notas contorno de la cruz y por último los tenores cantan su alegre «Aleluya» con acompañamiento de violín virtuoso.
La cuarta estrofa: «Es war ein wunderlicher Krieg, da Tod und Leben Rungen» (Fue una guerra impresionante cuando la muerte y la vida lucharon) es cantada a cuatro voces, acompañados solo por el bajo continuo. Las contraltos cantan el cantus firmus, transpuesto una quinta a fa sostenido, mientras que las otras voces se suceden en un stretto fugado con entradas a sólo un pulso de distancia, hasta que se van retirando una tras otra. En el «Aleluya» final a cuatro voces, el bajo desciende cerca de dos octavas.
La quinta estrofa es cantada solamente por los bajos, acompañados al principio por una línea cromática descendente en el bajo continuo. Después las cuerdas retoman el coral, mientras que los bajos cantar los victoriosos «Aleluyas» finales, que abarcan dos octavas. Taruskin escribe sobre este verso: «Con sus intercambios antifonales entre el cantor y las cuerdas unidas... este arreglo suena como una parodia de un aria de ópera veneciana de estilo pasacalles, vintage 1640». La estrofa sexta es un dúo para soprano y tenor acompañado solo por el bajo continuo. Es una danza de alegría: la palabra «Wonne» (alegría) se representa en figuración que Gardiner considera una reminiscencia de Henry Purcell. Bach incorpora los ritmos solemnes de la obertura francesa en este verso, que refleja la presencia de la palabra «feiern» (celebrar) en el texto. Puede ser la primera vez que Bach utilizó estos ritmos. El primer arreglo a cuatro voces de Bach de la estrofa final se ha perdido; pudo haber sido una repetición del coro inicial El que añadió en 1725 es utilizado actualmente Se trata de una sencilla armonización coral que la congregación podría haber cantado.

## Discografía selecta
De esta pieza se han realizado una serie de grabaciones entre las que destacan las siguientes. Las diversas grabaciones hacen diferentes elecciones en cuanto a si se debe usar una sola voz por cada parte o bien agrupaciones más grandes. Robert Shaw grabó la cantata en 1946 y de nuevo en 1959. Günther Ramin dirigió el Thomanerchor en 1950. Fritz Lehmann dirigió el coro de la Staatliche Hochschule für Musik Frankfurt con los solistas Helmut Krebs y Dietrich Fischer-Dieskau, también en 1950, el aniversario de la muerte de Bach. Karl Richter y su Münchener Bach-Chor grabaron por primera vez en 1958 y otra vez en 1968. Una segunda grabación del Thomanerchor fue dirigido por Kurt Thomas con la Gewandhausorchester y los solistas Agnes Giebel, Marga Höffgen, Hans-Joachim Rotzsch y Theo Adam en 1959.
- 1961 – Les Grandes Cantates de J.S. Bach Vol. 8, Fritz Werner, Heinrich-Schütz-Chor Heilbronn, Pforzheim Chamber Orchestra, Claudia Hellmann, Helmut Krebs, Jakob Stämpfli (Erato)
- 1968 – Bach Cantatas Vol. 2. Easter. Karl Richter, Münchener Bach-Chor, Münchener Bach-Orchester, Dietrich Fischer-Dieskau (Archiv Produktion)
- 1980 – J.S. Bach: Cantatas. John Eliot Gardiner, Monteverdi Choir, English Baroque Soloists, Stephen Varcoe (Erato)
- 1980 – Die Bach Kantate, Helmuth Rilling, Gächinger Kantorei, Bach-Collegium Stuttgart, Edith Wiens, Carolyn Watkinson, Peter Schreier, Wolfgang Schöne (Hänssler)
- 1993 – J.S. Bach: Oster-Oratorium. Andrew Parrott, Taverner Consort & Players (Virgin Classics)
- 1994 – J.S. Bach: Complete Cantatas Vol. 1. Ton Koopman, Amsterdam Baroque Orchestra & Choir, Barbara Schlick, Kai Wessel, Guy de Mey, Klaus Mertens (Antoine Marchand)
- 1995 – J.S. Bach Cantatas Vol. 1. Masaaki Suzuki, Bach Collegium Japan, Yumiko Kurisu, Koki Katano, Akira Tachikawa, Peter Kooy (BIS)
- 1995 – J.S. Bach: Christ lag in Todesbanden; Lobet den Herrn; Himmelskönig sei willkommen. Philippe Pierlot, Choeur de Chambre de Namur, Ricercar Consort, Greta de Reyghere, Steve Dugardin, Ian Honeyman, Max van Egmond (Ricercar)
- 2000 – Bach Edition Vol. 20. Cantatas. Pieter Jan Leusink, Holland Boys Choir, Netherlands Bach Collegium, Ruth Holton, Sytse Buwalda, Nico van der Meel, Bas Ramselaar (Brilliant Classics)
- 2000 – J.S. Bach: "Actus Tragicus". Cantatas BWV 4, 12, 106 & 196. Konrad Junghänel, Cantus Cölln, Johanna Koslowsky, Elisabeth Popien, Gerd Türk, Stephan Schreckenberger (Harmonia Mundi France)
- 2001 – Bach/Webern: Ricercar. Christoph Poppen, Hilliard Ensemble, Münchener Kammerorchester, Monika Mauch, David James, Rogers Covey-Crump, Gordon Jones (ECM)
- 2001 – Aus der Notenbibliothek von Johann Sebastian Bach, Vol. II. Thomas Hengelbrock, Balthasar-Neumann-Chor, Balthasar-Neumann-Ensemble, Dorothee Mields, Hans-Jörg Mammel, Wolf-Matthias Friedrich (Hänssler)
- 2004 – J. S. Bach Early Cantatas Volume I. Purcell Quartet: Emma Kirkby, Michael Chance, Charles Daniels, Peter Harvey (Chandos)
- 2007 – Bach: Aus der Tieffen. Philippe Pierlot, Ricercar Consort, Katharine Fuge, Carlos Mena, Hans-Jörg Mammel, Stephan MacLeod (Mirare)